# 叶迎春
叶迎春（1970年1月23日—），出生于江西省景德镇，毕业于北京广播学院，为中国中央电视台中文国际频道《中国新闻》主播，原第十二届全国政协委员。2014年1月，媒体报道称葉迎春涉周永康案，已被中紀委帶走調查。据传叶迎春是周永康的秘密情人。叶迎春的微博更新止于2013年9月13日，叶本人也久未在央视露面。对外界的众多传闻，叶迎春也从未通过任何渠道进行过辩驳或澄清。2013年11月29日，负责监视周永康的调查人员发现周永康与叶迎春“车震”，过程全被调查人员摄下，但和讯网报道并没有给出明確的叶迎春與周永康“车震视频照”。2016年6月24日，第十二届全国政协常委会第十六次会议接受叶迎春请辞第十二届全国政协委员的职务。

## 生平
叶迎春早年毕业于北京广播学院。1991年，担任景德镇电视台的主持人。1993年，担任江西电视台《江西新闻联播》播音员。1994年，考入北京广播学院新闻系的首届研究生课程进修班。1996年，开始在中国中央电视台《军事报道》担任主持人。
另外，她還參與過兒童科普動畫片《藍貓淘氣三千問》的策劃工作。

## 奖项
1992年11月，叶迎春荣获江西电视台“全省电视主持人大赛”二等奖。
2008年，叶迎春荣获中国播音主持“金话筒奖”电视播音作品奖。